# Bisdom Cochin
Het bisdom Cochin (Latijn: Dioecesis Coccinensis) is een rooms-katholiek bisdom met als zetel Kochi (voorheen Cochin), in India. Het bisdom is suffragaan aan het aartsbisdom Verapoly. 

## Geschiedenis
Het bisdom werd opgericht op 4 februari 1558, uit delen van het nieuw verheven aartsbisdom Goa, en was suffragaan aan het aartsbisdom Goa. Op 19 september 1953 wisselde het van kerkprovincie en werd suffragaan aan het aartsbisdom Verapoly. 

## Parochies
Het bisdom had in 2021 een oppervlakte van 236 km2 en telde 625.500 inwoners waarvan 28,2% rooms-katholiek was.

## Bisschoppen
- Jorge Temudo (4 februari 1558 - 13 januari 1567)
- Henrique de Távora e Brito (13 januari 1567 - 29 januari 1578)
- Mateus de Medina (29 januari 1578 - 19 februari 1588)
- Andrés de Santa Maria (19 februari 1588 - 1615)
- Sebastião de São Pedro (16 februari 1615 - 7 oktober 1624)
- Luis de Brito de Menezes (27 mei 1627 - 29 juli 1629)
- Miguel Da Cruz Rangel (10 november 1631 - 14 september 1646)
- Pedro da Silva (8 januari 1689 - 15 maart 1691)
- Pedro Pacheco (4 januari 1694 - september 1714)
- Francisco de Vasconcellos (12 februari 1721 - 30 maart 1743)
- Clemente José Colaço Leitão (8 maart 1745  - 31 januari 1771)
- Emmanuel Felix Soares (20 juli 1778 - 18 juli 1783)
- José Marques da Silva (18 juli 1783 - onbekend)
- Tomas Manoel de Noronha e Brito (17 december 1819 - 23 juni 1828)
- João Gomes Ferreira (14 maart 1887 - 4 mei 1897)
- Matheus de Oliveira Xavier (11 oktober 1897 - 26 februari 1909)
- José Bento Martins Ribeiro (28 februari 1909 - 21 mei 1931)
- Abílio Augusto Vaz das Neves (4 december 1933 - 8 december 1938
- José Vieira Alvernaz (13 augustus 1941 - 23 december 1950)
- Alexander Edezath (19 juni 1952 - 29 augustus 1975)
- Joseph Kureethara (29 augustus 1975 - 6 januari 1999)
- John Thattumkal (10 mei 2000 - 8 mei 2009)
  - Daniel Acharuparambil (apostolisch administrator: 24 oktober 2008 - 8 mei 2009)
- Joseph Kariyil (8 mei 2009 - 2 maart 2024)
- sedisvacatie

## Galerij van afbeeldingen

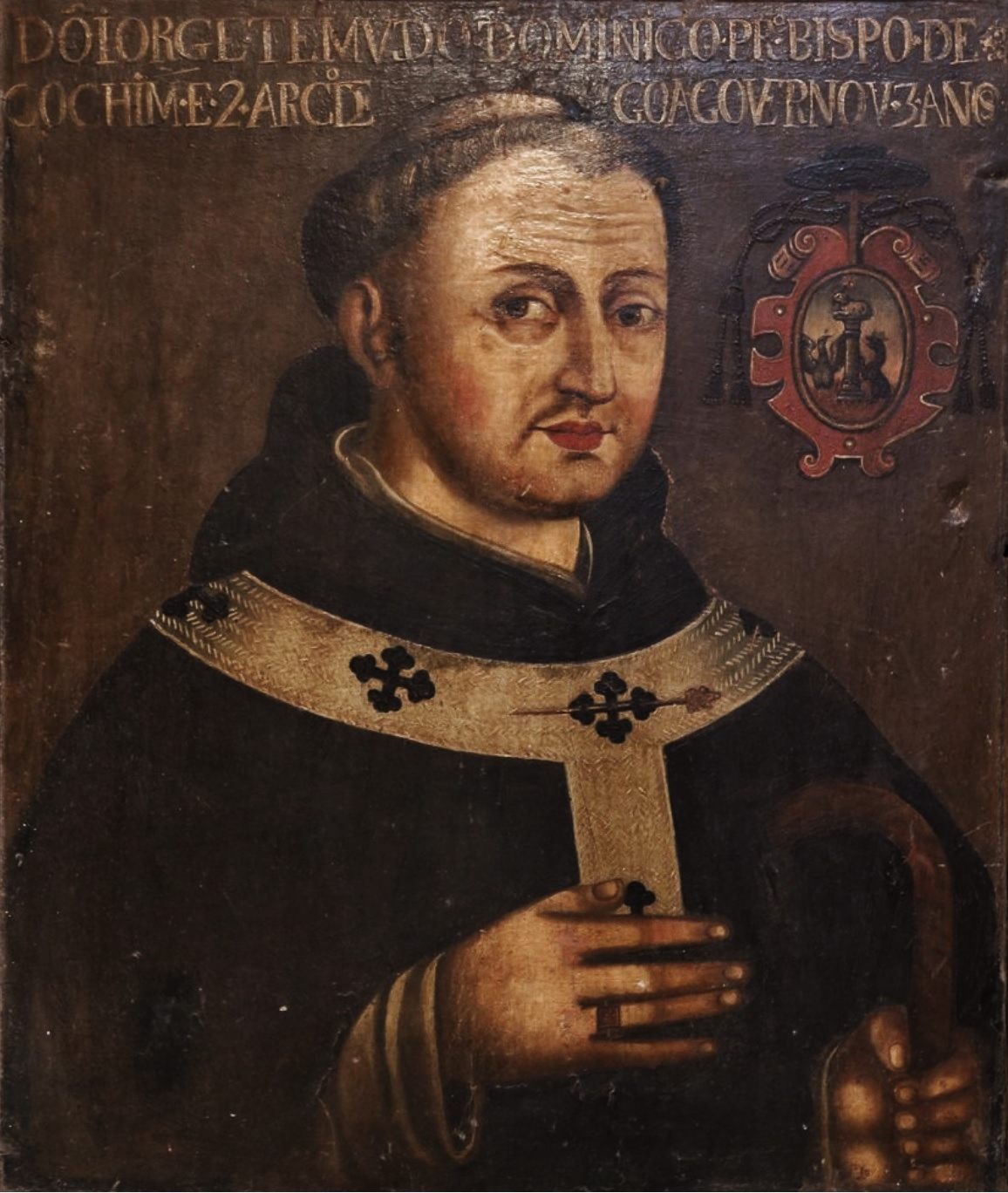
Bisschop Jorge Temudo (1558-1567), de eerste bisschop

Verapoly (aartsbisdom) · Calicut · Cochin · Kannur · Kottapuram · Sultanpet · Vijayapuram